# Walt Gorney
Walter „Walt” Gorney (ur. 12 kwietnia 1912 w Winnemucca, zm. 5 marca 2004 w Nowym Jorku) – amerykański aktor.

## Życiorys
Niewielkie role odegrał w trzech kultowych filmach. Pierwszym z nich był King Kong Johna Guillermina (1976), kolejny to Niekończąca się miłość z 1981 roku. W drugim z projektów Walt wystąpił obok gwiazd – Toma Cruise’a, Brooke Shields oraz Jami Gertz. Ostatnim jest Nieoczekiwana zmiana miejsc (1983) z Jamie Lee Curtis w roli głównej. Gorney najbardziej ceniony jest jednak za występy w filmach z serii Piątek, trzynastego w roli Szalonego Ralpha. Kreacja ta uznana została za jeden z najlepszych występów aktorskich w kinie grozy przez witrynę retrocrush.com.
Zmarł w 2004 roku w wieku 91 lat z przyczyn naturalnych.

## Filmografia
- 1973: Heavy Traffic – Bum
- 1973: Gliniarze i złodzieje (Cops and Robbers) – Wino
- 1976: King Kong – motorniczy metra (niewymieniony w czołówce)
- 1977: Day of the Animals – Sam (poza czołówką)
- 1978: Nunzio
- 1980: Piątek, trzynastego (Friday the 13th) – Szalony Ralph
- 1981: Piątek, trzynastego II (Friday the 13th Part 2) – Szalony Ralph
- 1981: Niekończąca się miłość (Endless Love)
- 1983: Nieoczekiwana zmiana miejsc (Trading Places) – Duke Domestic
- 1983: Łatwe pieniądze (Easy Money) – ochroniarz Monahany
- 1984: Nothing Lasts Forever – menedżer sceniczny
- 1986: Chwytaj dzień (Seize the Day) – Panhandler
- 1988: Piątek, trzynastego VII: Nowa krew (Friday the 13th Part VII: The New Blood) – narrator (niewymieniony w czołówce)